# Bought and Sold
Bought and Sold är hardcorebandet Intensitys debutalbum, utgivet 1996 på Bad Taste Records. Skivan utgavs som 10"-vinyl av belgiska Genet Records 2000.

## Låtlista
Där inte annat anges är låtarna skrivna av Rodrigo Alfaro.
1. "Silenced" - 1:44
2. "Backstabber" - 1:16
3. "Inside Our Minds" - 1:28
4. "Fed Up!" - 1:31
5. "Fist Hidden Fear" - 1:31
6. "Un Mundo Mejor" - 1:07
7. "Eroticise Equality" - 2:01 (Jonas)
8. "Make Sure" - 0:36 (Jonas)
9. "Some Friend" - 1:03
10. "Still There" - 1:24
11. "What Gives You the Right?" - 1:26
12. "Lame Excuses" - 1:21
13. "You Complain" - 0:27
14. "Civilization" - 1:31

## Personal
- Coolidge - omslagsdesign
- Intensity - mixning, producent, omslagsdesign
- Jocke - mixning, producent, inspelningstekniker
- Jonas - gitarr
- Katarina Tsalapatis - fotografi
- Kristopher - bas
- Rodrigo Alfaro - sång
- Simon - trummor

### Fotnoter
1. 1 2  ”Bought and Sold”. Discogs.com. http://www.discogs.com/Intensity-Bought-And-Sold/release/1220190. Läst 8 januari 2012.